# Daphny van den Brand
Daphny van den Brand (* 6. April 1978 in Zeeland) ist eine ehemalige niederländische Radrennfahrerin. Sie ist neben Hanka Kupfernagel eine der erfolgreichsten Cyclocross-Fahrerinnen der 2000er Jahre.

## Werdegang
In der Saison 1997/1998 wurde van den Brand erstmals niederländische Meisterin im Cyclocross, bis zum Karriereende nach der Saison 2011/2012 folgten zehn weitere nationale Titel. Bei den ersten Cyclocross-Weltmeisterschaften mit Frauenbeteiligung im Jahr 2000 war sie Dritte. Bis zum Ende ihrer Karriere gewann sie sechs weitere Medaillen, 2003 wurde sie Weltmeisterin. Zudem errang sie viermal den Titel der Europameisterin.
2002/2003, in der ersten Saison für Frauen im UCI-Cyclocross-Weltcup, entschied van den Brand fünf Rennen für sich und wurde Gesamtsiegerin. 2005/2006 fuhr sie im Weltcup die perfekte Saison, als sie alle sieben Rennen gewann. Insgesamt stand sie 44 mal auf dem Podium eines Weltcup-Rennens, davon 22 mal als Siegerin. Dreimal gewann sie die offizielle Gesamtwertung und von 2004 bis 2008 auch dreimal die inoffizielle Gesamtwertung.
In der Sommersaison nahm van den Brand auch an Straßenradrennen teil, unter anderem an der Tour de l’Aude Cycliste Féminin und am Giro d’Italia Donne. Einen zählbaren Erfolg konnte sie jedoch nicht erringen. Im Mountainbikesport wurde sie 2002 niederländische Meisterin im Cross-Country.

## Erfolge

### Cyclocross
| 1997/1998 - Niederländische Meisterin 1998/1999 - Niederländische Meisterin 1999/2000 - Weltmeisterschaften - Niederländische Meisterin 2000/2001 - Weltmeisterschaften - Niederländische Meisterin 2001/2002 - Weltmeisterschaften - Niederländische Meisterin 2002/2003 - Weltmeisterin - Niederländische Meisterin - fünf Erfolge und Gesamtwertung UCI-Cyclocross-Weltcup | 2003/2004 - ein Erfolg UCI-Cyclocross-Weltcup 2004/2005 - Niederländische Meisterin - zwei Erfolge UCI-Cyclocross-Weltcup 2005/2006 - Weltmeisterschaften - Europameisterschaften - Niederländische Meisterin - sieben Erfolge UCI-Cyclocross-Weltcup 2006/2007 - Europameisterin - Niederländische Meisterin 2007/2008 - Europameisterin - drei Erfolge UCI-Cyclocross-Weltcup - Gesamtwertung GvA Trofee | 2008/2009 - Niederländische Meisterin - zwei Erfolge UCI-Cyclocross-Weltcup - Gesamtwertung GvA Trofee 2009/2010 - Weltmeisterschaften - Europameisterschaften - Niederländische Meisterin - ein Erfolg und Gesamtwertung UCI-Cyclocross-Weltcup - Gesamtwertung GvA Trofee 2010/2011 - Europameisterin 2011/2012 - Weltmeisterschaften - Europameisterin - ein Erfolg und Gesamtwertung UCI-Cyclocross-Weltcup - Gesamtwertung GvA Trofee |

### Mountainbike
2002
- Niederländische Meisterin – XCO